# Амиотрофична латерална склероза
Амиотрофична латерална склероза (АЛС, понякога наричана болест на Лу Гериг, болест на Шарко или болест на моторните неврони) е прогресивно и неизменно фатално заболяване.
АЛС е неврологично заболяване, характеризиращо се с прогресивна дегенерация на моторните неврони – клетки в гръбначния и главния мозък, като това води до парализа и смърт. АЛС впоследствие довежда до атрофия на мускулите и мозъкът изгубва напълно способността си да ги контролира. Един от симптомите са мускулните спазми. За разлика от болестта на Алцхаймер, тази болест невинаги уврежда интелекта на болния. Така например един от гениалните умове на съвременната теоретична физика, Стивън Хокинг, развива АЛС и бива прикован на инвалидна количка, но продължава да работи. Подобен е и случаят с един от гениалните китаристи на XX век – Джейсън Бекер, който заболява от тази болест едва когато е на 19 години. Бекер развива способността си да комуникира посредством уникална система от знаци, подавани чрез движения на очите.

## Етимология
Амиотрофичен (на латински: amyotrophic) означава без мускулно хранене, като комбинация от гръцките думи a за не, негативен; myo е за мускул; trophia е хранене, препитаване. Lateral определя частите от гръбначната сърцевина, където се намират порции от клетките на засегнатия нерв, контролиращ мускулите. Sclerosis (втвърдяване) е загубата, вследствие на замяната на специфичната за даден орган тъкан със съединителна, в случая това са двигателните неврони.
Заболяването е наречено още „Болест на Лу Гериг“ по името на американски бейзболист, играл в отбора на „Янките от Ню Йорк“ от 1920 до 1930 година. През 1939 г. Лу Гериг е принуден да се откаже от бейзбола, вследствие на парализа, причинена от болестта.

## Изследвания
През 1991 година група изследователи свързват фамилната АЛС с хромозома 21. Две години по-късно е открит генът SOD1, който е идентифициран при всички случаи на фамилна АЛС. SOD1 генът кодира ензим с много съществена роля в клетката: той премахва опасните супероксидни радикали и ги превръща в нетоксични субстанции. Дефект в работата на ензима означава, че супероксидните радикали атакуват клетката отвътре, като причиняват смъртта ѝ. Няколко са мутантните форми на ензима, които причиняват АЛС. Това затруднява много разкриването на молекулните механизми на заболяването.
Редица научни изследвания са открили статистически корелации между АЛС и някои селскостопански пестициди: виж научни статии („Scientific articles“) в .
Невролози са открили биомаркер на болестта на Лу Гериг. В сътрудничество с колеги от отдела за изследване на АЛС в Massachusetts General Hospital, авторите откриват, че образуването на моноцити при хората се характеризира с възпалителни показатели на заболяването. Моноцитите са маркери на амиотрофичната латерална склероза (АЛС). Притокът им се свързва със загуба на нервни клетки в гръбначния мозък.

## Смъртност
В САЩ всяка година се диагностицират около 5600 случаи на АЛС.
Смъртта настъпва от инфекции на дихателните пътища или дихателна недостатъчност на мускулите. Обикновено болестта засяга хора на възраст от 40 до 60 години. Средната преживяемост от откриването на първите признаци на АЛС до смъртта е от три до пет години.

## Експериментално лечение
Много изследователи считат, че лечението с антиоксидантни средства е успешно за болните от АЛС. Докато обаче молекулно-генетичните аспекти на болестта не се изяснят, е невъзможно да се синтезира ефикасно лекарство за борба с АЛС.
Клиниката „Брейнсторм“ в Израел разработва метода „НюрОун“ като лечение на АЛС. Клинични опити върху болни от болестта, проведени от специалисти на „Брейнсторм“, показват, че терапията с възрастни стволови клетки се понася добре от пациентите, изглежда безопасна и не представлява излишен риск за болните. Това е заключението от междинния доклад, цитиран от „Ройтерс“.
Още повече че при някои от пациентите е наблюдавано и стабилизиране на състоянието.
„Необичайно е да се правят заключения в толкова ранен етап на клинично изследване, но не можем да пренебрегнем факта, че при наблюдение на отделните пациенти различни симптоми на болестта им се подобряват“, казва Моше Нюман, един от учените, участвали в изследването.
При някои пациенти се е подобрило дишането, при други са укрепнали мускулите, има и подобрение на речта, казва той пред „Ройтерс“. Финалният доклад ще бъде готов в края на годината, след като всеки от пациентите е бил наблюдаван девет месеца, казва Нюман.
Президентът на „Брейнсторм“ Чейм Лебовиц казва, че предварителните резултати свидетелстват, че стволовите клетки имат потенциала не само да спрат, но и може би да лекуват болестта. „Следващите етапи в изследването ще докажат ефекта от терапията, но временните резултати ни дават надежда, че имаме шансове за успешно лечение и на болести с по-леки симптоми като множествената склероза или болестта на Паркинсон“, добавя Лебовиц.
Пациентите в изследването се лекуват с трансплантация на стволови клетки от техния собствен костен мозък. Той е третиран с технологията „НюрОун“.
В първите две фази от проучването целта е била да се установи безопасността и ефикасността на терапията на „Брейнсторм“. Контролът е проведен от медицински център „Хаадаш“ в Йерусалим, а докладът е бил предоставен на здравното министерство на Израел.
„Тези данни за безопасност и добрата поносимост на лечението ни убедиха да продължим до следващата фаза“, казва Димитриос Карусис, ръководител на изследването и лекар от неврологичното отделение на медицински център „Хаадаш“. „Въпреки че данните не са окончателни, не можем да пренебрегнем обещаващите свидетелства за успеха му при отделни пациенти“, продължава той.
При един от пациентите, равин Рафаел Щмюлевиц от Йерусалим, е наблюдаван значителен напредък. Шмюлевиц, който освен от АЛС е страдал и от автоимунно заболяване, е приет с предимство и е бил лекуван с по-висока доза от останалите пациенти.
В писмо до „Брейнсторм“ равинът казва, че лечението го е изправило на крака и че се чувства като нов човек. Той обяснява, че преди лечението не е можел да ходи, без да бъде поддържан от двете страни. „След лечението със стволови клетки мога да ходя стабилно и продължително, въпреки че си помагам с бастун. Гласът ми също се подобри“, казва равинът.
„Брейнсторм“ очакват одобрение от американската администрация по храни и лекарства, за да започнат опити в САЩ. „Следващата стъпка е да се проучат допълнителните дози и да се оцени тяхната ефективност и безопасност“, обяснява Мерит Чудкович, председател на неврологията в болницата в Масачузетс.